# Prayols
Prayols (en occitano Praiòls) es una localidad y comuna francesa, situada en la región de Mediodía-Pirineos, departamento de Ariège, en el distrito de Foix y cantón de Foix-Rural.
A sus habitantes se les conoce por el gentilicio Prayolais.

## Demografía
| 163 | 150 | 159 | 186 | 205 | 305 |
| Para los censos de 1962 a 1999 la población legal corresponde a la población sin duplicidades (Fuente: INSEE [Consultar]) |     |     |     |     |     |